# Спроси у Альберта (спин-офф)
«Спроси у Альберта» (нем. Albert auf Entdeckungstour; англ. Albert Asks What is Life?) — немецко-венгерский спин-офф, созданный в 2002 году компаниями JEP-Animation и Kecskemétfilm Kft. Является продолжением одноимённого мультсериала. В Германии мультсериал транслировался на телеканале ZDF, в Австрии — на телеканале ÖRF, в Венгрии — на телеканалах Minimax, RTL Klub, Duna TV и M2, а в России — на телеканале «Бибигон» (позднее — «Карусель»).

## Описание
В спин-оффе «Спроси у Альберта» главный герой Альберт приобретает постоянную спутницу — черепашку Зору. На машине времени, похожей на вертолёт, Альберт вместе с Зорой открывают все эпохи прошлого времени. Зора не сходится характером с Альбертом, из-за чего у путешественников неоднократно возникают разногласия.

## Актёры озвучивания в Венгрии
- Альберт — Йожеф Керекес
- Зора — Марианн Кочиш